# Атаси
Атаси (на английски: Atasi) е едно от основните подразделения на северноамериканското индианско племе мускоги.
Испански документи от последното десетилетие на 16 век споменават един мускогски град под името Отахе (Оташе), който се намира в най-северната част на провинцията Гуал. На някои карти преди Войната ямаси (1715), името атаси се появява сред мускогските градове по река Окмулги, в горното и течение. След това се появява между реките Чатахучи и Флинт и накрая на река Талапуса, близо до града Тукабаче. Тук градът става основен лагер за враждебните групи крики по време на Крикската война от 1813 г. В резултат на това населението му е почти унищожено.